# 방효원
방효원(方孝元,1886년 -1953년)은 선천 남교회의 목사이자 중국에 파송된 선교사로 중화기독교전국총회 창립요원이다. 한국교회 초기 선교사의 주도적인 인물이었다. 호는 요산(樂山)이다. 그의 아들이 방지일 목사이다.

## 생애
그는 1886년 평안북도 철산에서 출생하였다. 기독교 초기 신자인 방만준(萬俊)의 장남이다. 1898년 아버지를 따라 입교한 후 방씨 가문의 핍박으로 어려서부터 타향살이를 하였다. 1911년 선천의 신성중학(信聖中學)을 마치고, 1915년 평양 장로회신학교를 졸업하면서 평북노회에서 목사안수를 받았다. 철산의 영동교회 시무를 거쳐 장로회 총회가 파송하는 초대 중국선교사로 선임되어 산둥성(山東省)내양(萊陽)에 부임, 남관교회(南關敎會)를 설립하였다. 1917년에는 선교구가 다섯 개 현으로 확장되었으며, 30여 교회가 개척되었다. 1931년 독로회인 내양노회를 결성하였고 중화기독교전국총회의 창립요원으로 기여하였으며, 1935년에는 상해 한인교회의 시무를 맡기도 하였다. 1937년 중일전쟁이 터지자 일본군에 의하여 붙잡혀 옥고를 치루었으며, 다시 상해에서 목회하다가 1945년 귀국하여 선천 남교회를 시무하던 중 공산당의 박해를 받아 월남하였다. 부산에서 피난생활을 하다가 병을 얻어 40여 년 간의 전도생활을 마감하였다.

## 같이 보기
- 방지일
- 한국의 목회자 목록